# Giovanni Battista Vaccarini

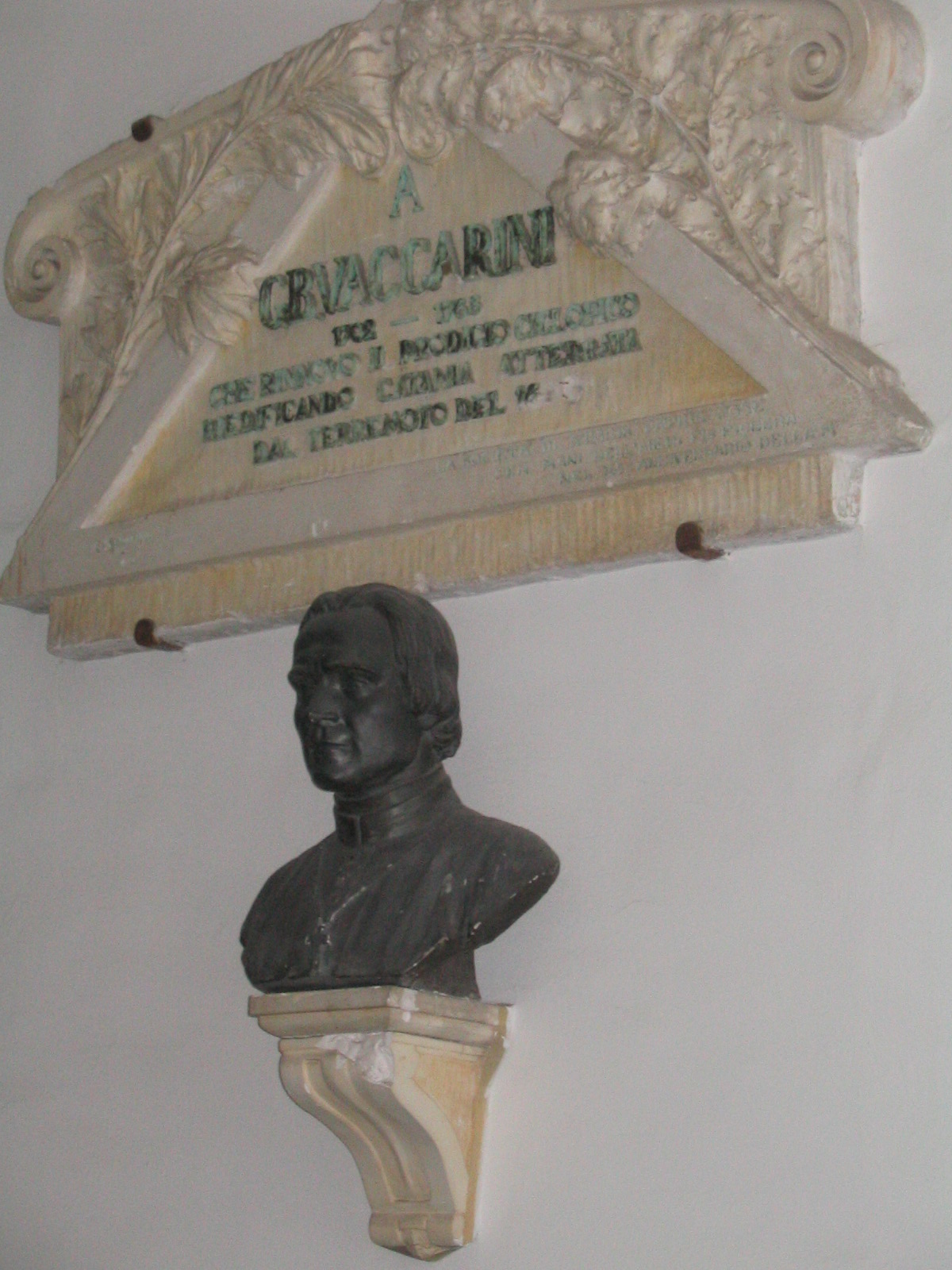
Buste van Vaccarini

Giovanni Battista Vaccarini (Palermo, 3 februari 1702 - aldaar, 11 maart 1768) was een Italiaanse architect en een van de belangrijkste vertegenwoordigers van de Siciliaanse barok.

## Biografie
Vaccarini werd geboren in Palermo. In de jaren twintig van de 18e eeuw studeerde hij in Rome, met steun van kardinaal Pietro Ottoboni. Vaccarini had bewondering voor de bouwstijlen van Bernini en Borromini.
Vaccarini keerde terug naar Sicilië rond 1730. Hier neemt hij de leiding van de herbouw van de stad Catania op zich, nadat de stad nagenoeg geheel is verwoest door de vulkaanuitbarsting van de Etna in 1669 en de aardbeving van 1693.
Vaccarini heeft als geen ander het huidige aanzien van Catania vormgegeven. Hij ontwierp onder andere de kathedraal van Sint-Agatha, de Chiesa della Badia di Sant'Agata en de Olifantenfontein, het symbool van Catania. Het meesterwerk van Vaccarini is het nieuwe stadhuis, het Palazzo degli Elefanti.
Vaccarini's barok bleef de gangbare bouwstijl van Catania gedurende de hele 18e eeuw. Vaccarini was echter niet alleen werkzaam op Sicilië, want in 1756 reisde hij naar Napels om Luigi Vanvitelli te helpen met de bouw van het Paleis van Caserta. Vanvitelli's invloed is duidelijk zichtbaar in de laatste werken Vaccarini, zoals het Collegio Cutelli en de Piccola Badia.
Vaccarini overleed in Palermo in 1768.

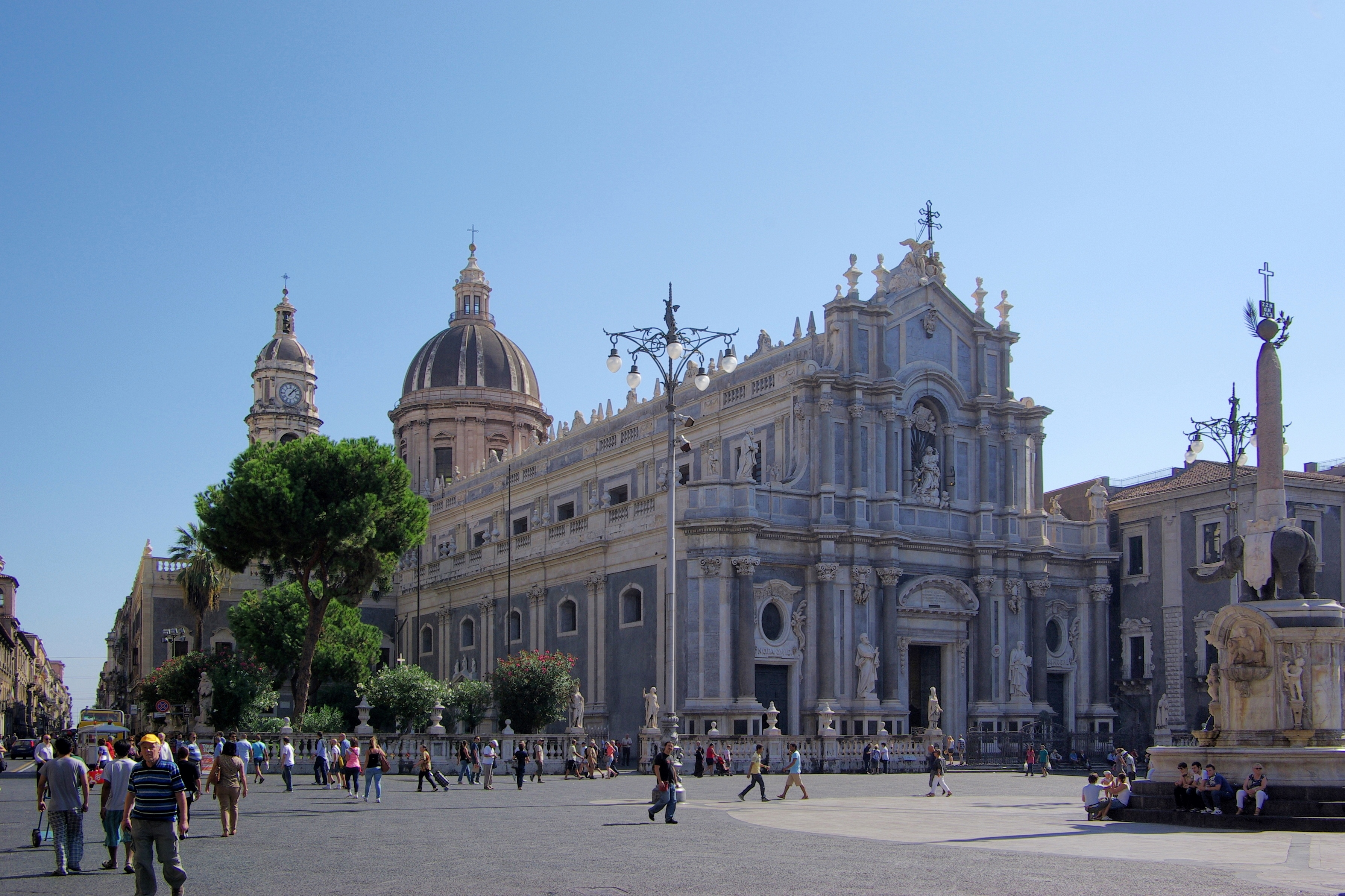
Kathedraal van Catania
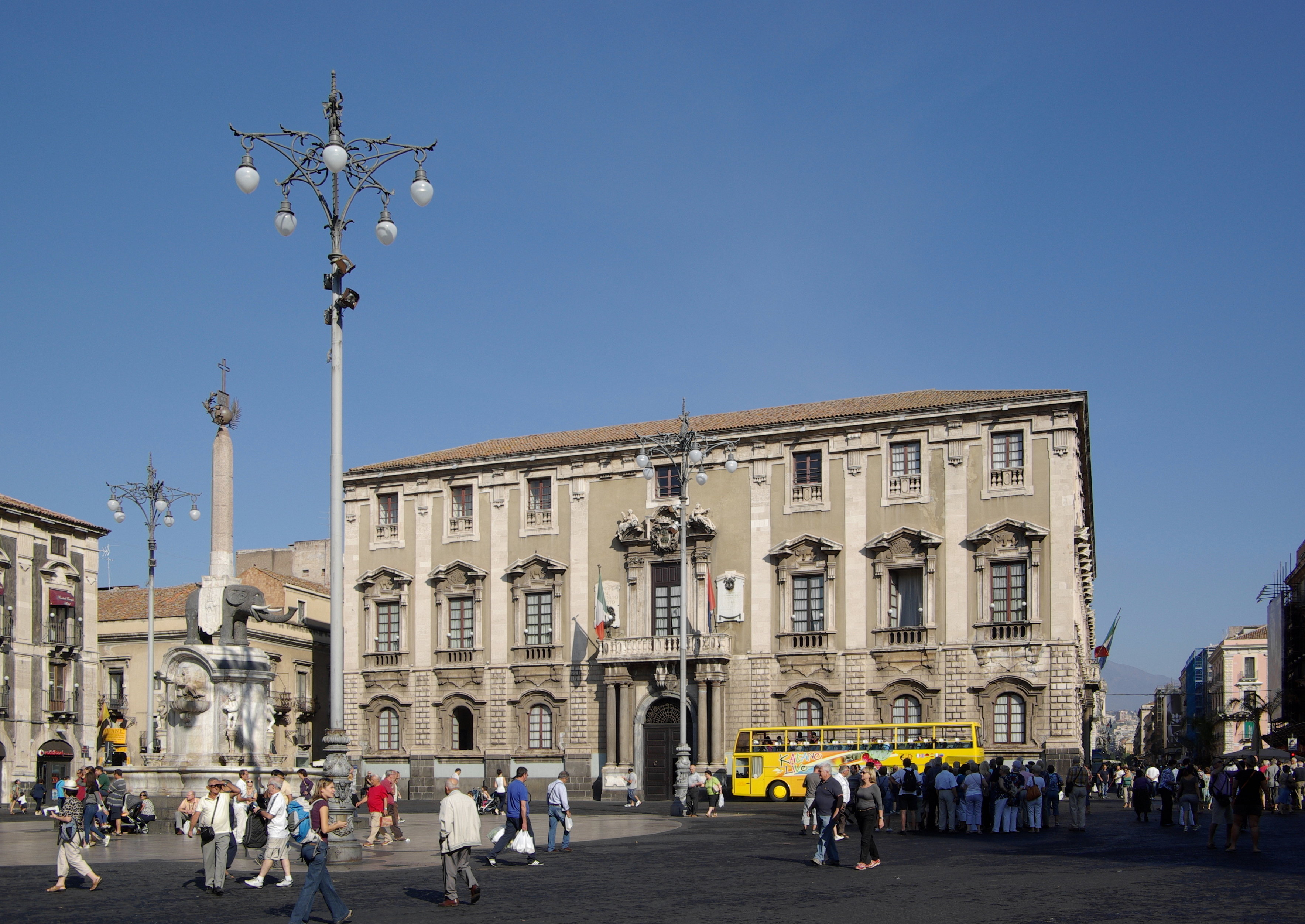
Palazzo degli Elefanti
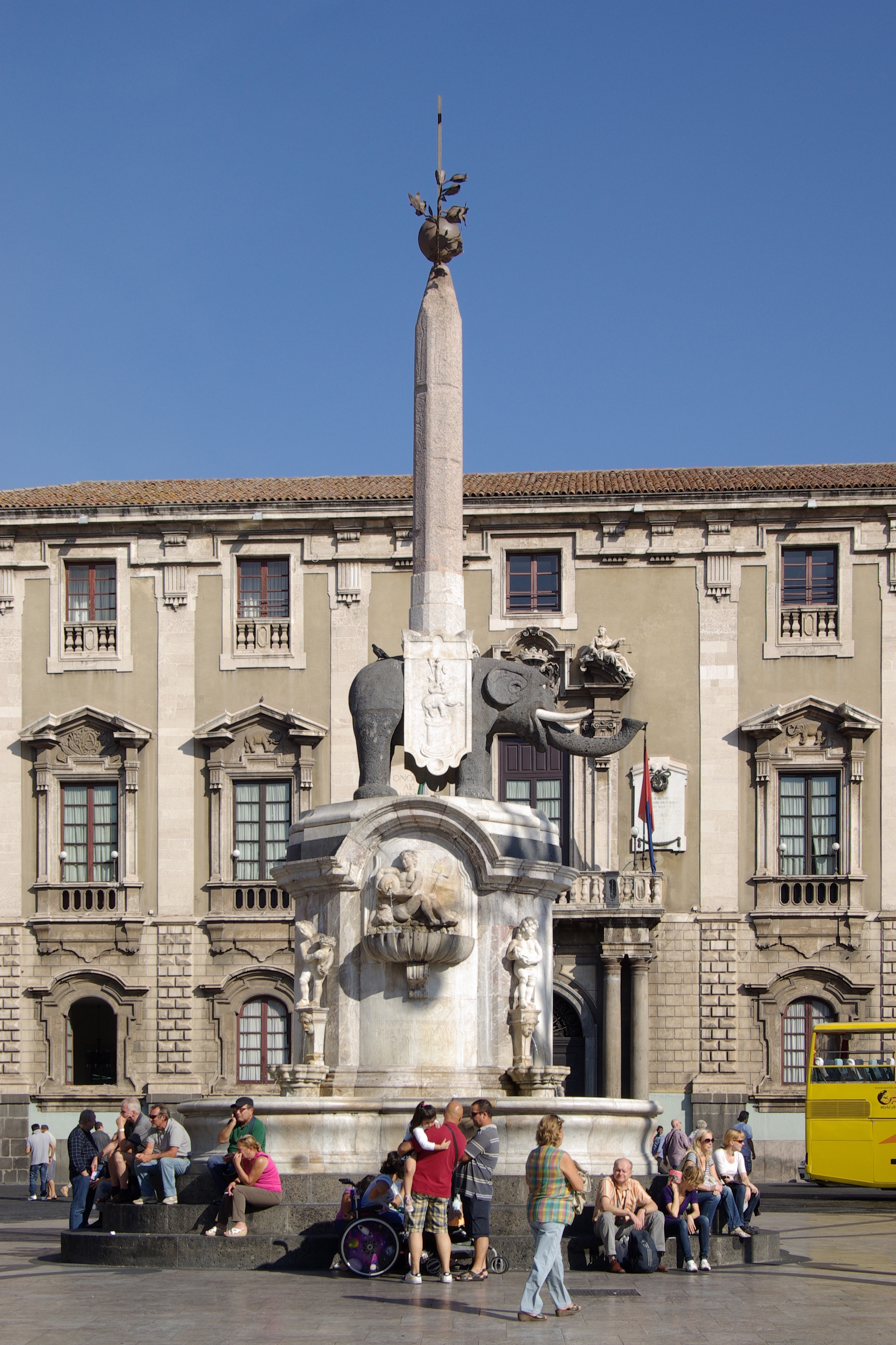
Fontana dell'Elefante
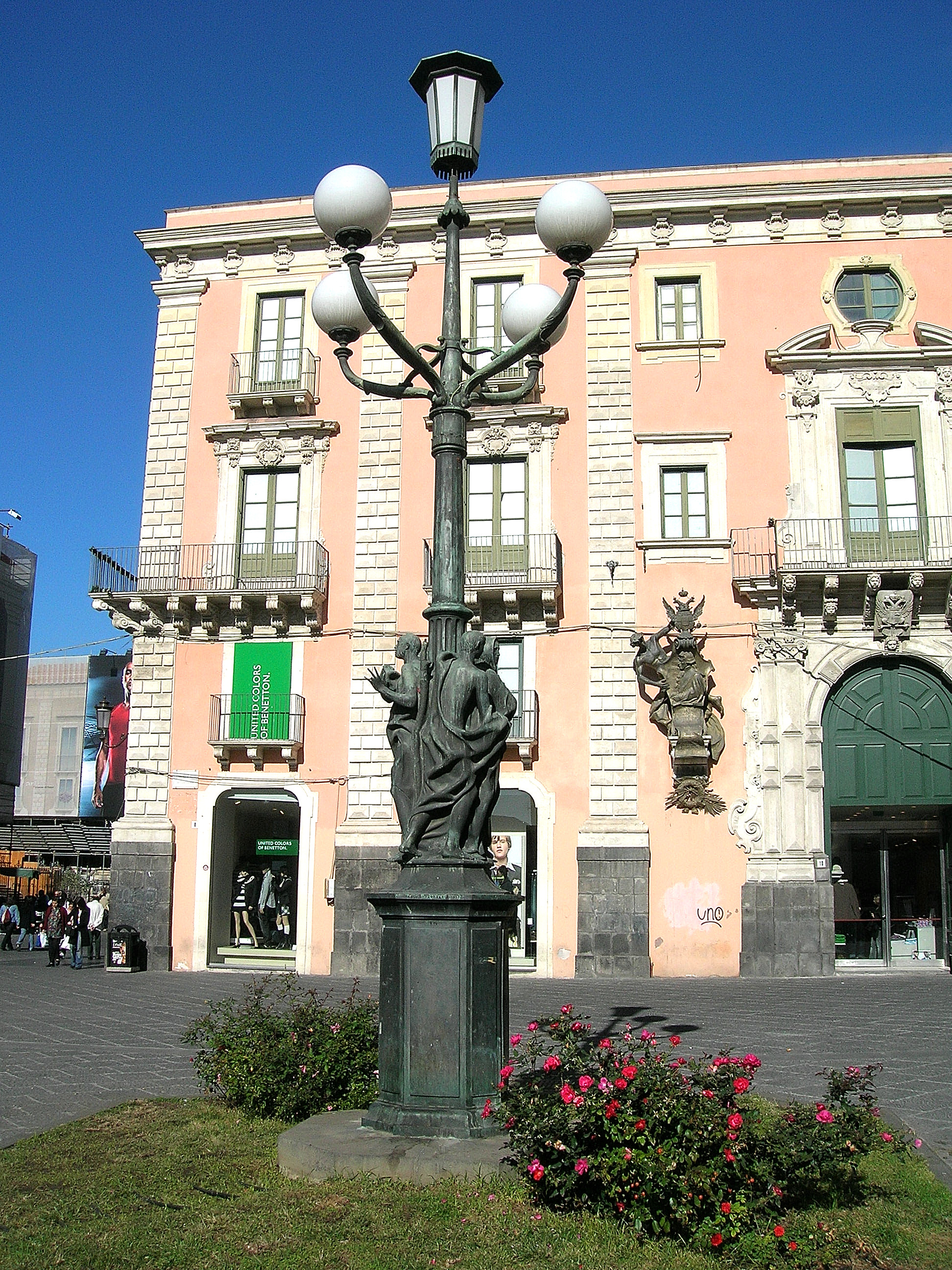
Palazzo Gioeni

- Bibliothèque nationale de France: cb166511415 (data)
- Gemeinsame Normdatei: 122096207
- International Standard Name Identifier: 0000 0000 6630 1536
- Library of Congress Control Number: no2009105105
- Nationale Bibliotheek van Israël: 987007578603505171
- Système universitaire de documentation: 165277696
- Union List of Artist Names: 500054886
- Virtual International Authority File: 64880517
- WorldCat: E39PBJd8bRxjFgWWktddgpCmh3